# 硝酸铟
硝酸铟是一种无机化合物，化学式为In(NO3)3，存在无水物、一水物、三水物等。

## 制备
硝酸铟的水合物可以通过铟和浓硝酸的反应制备。
In + 4 HNO3 → In(NO3)3 + NO + 2 H2O
无水硝酸铟通过氯化铟(III)和五氧化二氮反应得到。

## 反应
硝酸铟在硝酸根过量的环境下会形成[In(NO3)4]-离子。
硝酸铟的水解会产生氢氧化铟。它也会和钨酸钠反应，视pH不同可得到In(OH)WO4、[In(OH)2]2WO4、NaInWO4、In2(WO4)3。